# Castello Colonna
Das Castello Colonna ist eine mittelalterliche Burg auf einem Hügel über dem Nordteil der Stadt Eboli und der Piana del Sele in der italienischen Region Kampanien. Sie liegt in der Via Castello, 10. Seit 1939 ist die Burg in Besitz des Justizministeriums.

## Namensursprung
Der Name Colonna ist der Familienname des Auftraggebers der Bauarbeiten, Antonio Colonna, der Neffe von Papst Martin V. im 15. Jahrhundert. Der Name Domus domini imperatoris in Ebulo (dt.: Haus der Herren des Reiches in Eboli) stammt aus den Dokumenten aus der Zeit der Herrschaft der Normannen.

## Geschichte

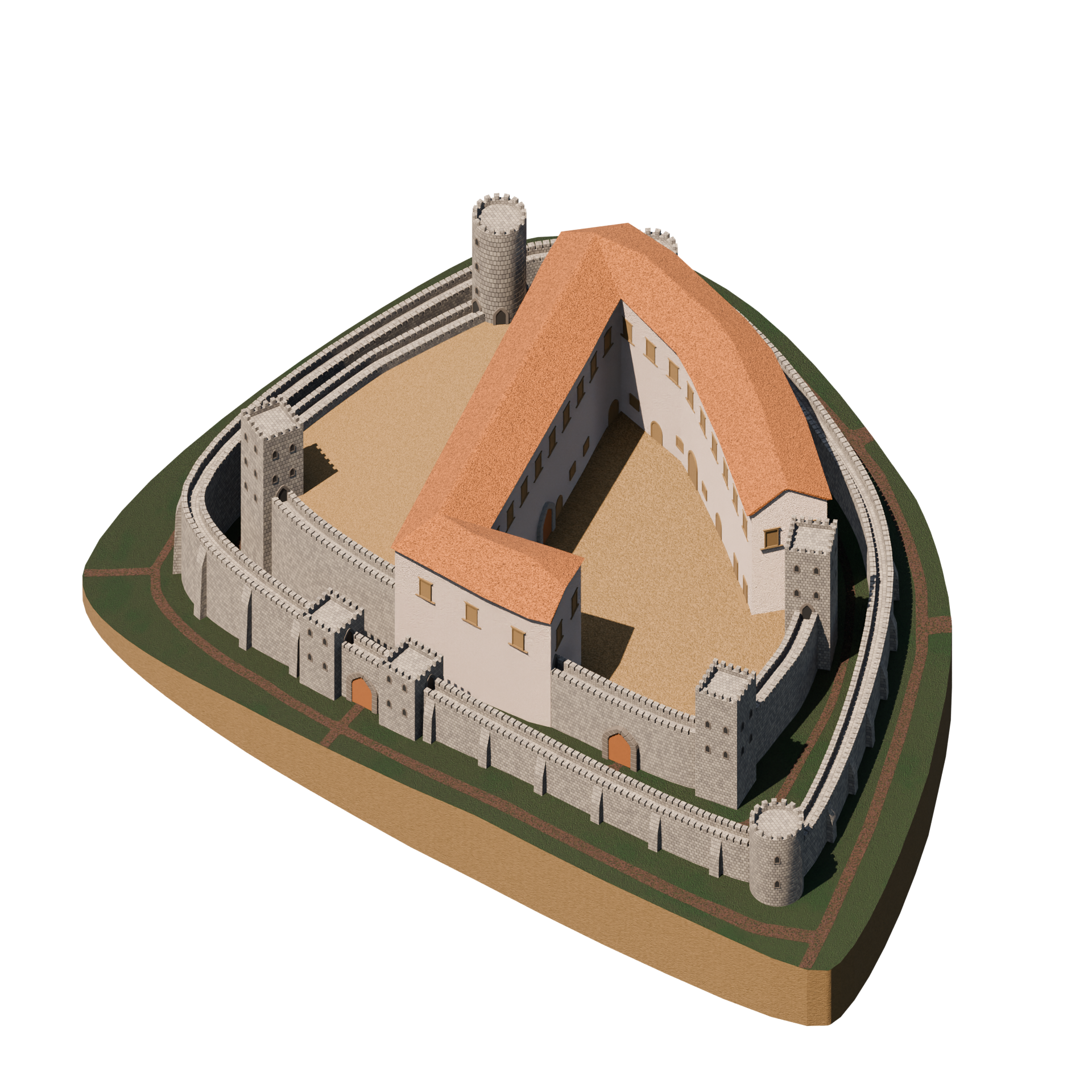
Modell des möglichen früheren Aussehens der Burg

Das heutige Aussehen der Burg resultiert aus mehreren Schichtungen, die sich im Laufe der Jahrhunderte ergeben haben; die ursprüngliche Burg stammt aus der Römerzeit.
Möglicherweise erstand die heutige Burg über einer langobardischen Wehranlage. Der Bau entstand unter der Herrschaft der Normannen auf Geheiß des Herrn von Eboli, Wilhelm von Altavilla, dem Bruder von Robert Guiskard. Im Inneren der Burg liegt die kleine Markuskirche, die erstmals 1309 urkundlich erwähnt wurde.
1640 wurde die Burg erweitert und weiter befestigt.

### Verkauf an das Justizministerium
1935 wurde die Burg von Baron Romano Avezzana an das Justizministerium verkauft, die daraus im Juni 1939 eine Jugendstrafanstalt machte, die von Minister Arrigo Solmi eingeweiht wurde. 1993 wurde die Burg in eine Erwachsenenstrafanstalt zur Behandlung von Drogenabhängigen umgewandelt.

### Einsturz des äußeren Nordturms

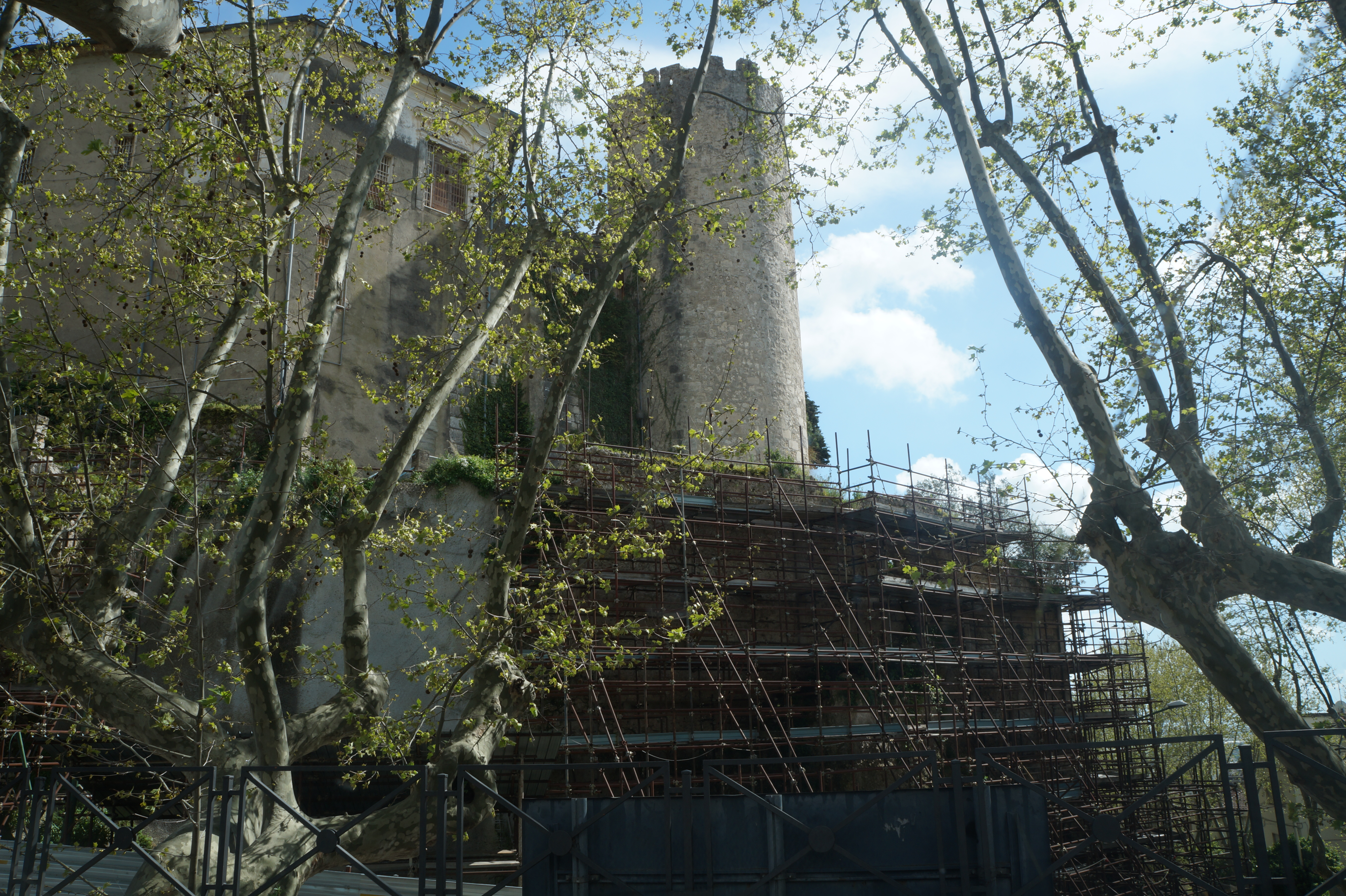
Ansicht des inneren Turms und des äußeren Turms (eingestürzt) im nördlichen Teil

Am Abend des 8. März 2016 stürzte der äußere Nordturm ein und brachte damit wieder die Frage des Besitzes der Burg auf.

### Die Burg heute
Die Burg wird heute vom Justizministerium als Erwachsenenstrafanstalt genutzt, im Speziellen als Institution für verkürzte Haftstrafen zur Behandlung von Drogensucht und/oder Alkoholabhängigkeit. Die Institution kann etwa 50 Häftlinge aufnehmen und angesichts der historischen Natur als Burg finden Veranstaltungen kultureller Natur zur sozialen Behandlung der Häftlinge statt. Aus diesem Grunde ist die Burg auch nicht öffentlich zugänglich, soweit es sich nicht um begrenzte Besuche in einigen Bereichen oder um Familienbesuche bei den Häftlingen handelt.
Wegen des Gefängnischarakters der Einrichtung hat die Stadt Eboli im Laufe der Jahre mehrmals darum gebeten, die Burg kaufen zu können, um sie unter den Gesichtspunkten des archäologischen Wertes und der Erhaltung als Touristenattraktion umbauen zu können.